# Opérateur de compétences
 (février 2023).
Un opérateur de compétences (Opco) est un organisme français agréé par l'État chargé d’accompagner la formation professionnelle des salariés. Ces organismes remplacent, depuis le 1er avril 2019, les 20 anciens organismes paritaires collecteurs agréés, dans le cadre de la loi « pour la liberté de choisir son avenir professionnel » qui réforme en profondeur le système de la formation professionnelle.

## Missions des Opco

### Financement
Les Opco assurent le financement des contrats d’apprentissage et de professionnalisation, selon les niveaux de prise en charge fixés par les branches professionnelles.

### Appui technique
Les Opco apportent un appui technique aux branches professionnelles pour établir la gestion prévisionnelle des emplois et des compétences, ainsi que déterminer les niveaux de prise en charge des contrats d’apprentissage et des contrats de professionnalisation ; et enfin les accompagner dans leur mission de certification (construction des référentiels de certification qui décrivent précisément les capacités, compétences et savoirs exigés pour l’obtention de la certification visée).

### Mise en œuvre du compte personnel de formation (CPF)
Les Opco favorisent la transition professionnelle des salariés, notamment par la mise en œuvre du compte personnel de formation dans le cadre des projets de transition professionnelle. Depuis le 1er janvier 2020 le financement du compte personnel de formation est assuré par la Caisse des dépôts et consignations.

### Service de proximité
Les Opco assurent un service de proximité au bénéfice des très petites, petites et moyennes entreprises, permettant d’améliorer l’information et l’accès des salariés de ces entreprises à la formation professionnelle, ainsi que d’accompagner ces entreprises dans l’analyse et la définition de leurs besoins en matière de formation professionnelle, notamment au regard des mutations économiques et techniques de leur secteur d’activité.

## Les 11 Opco
- Afdas : culture, industries créatives, médias, communication, télécommunication, sport, loisirs et divertissement[4]
- AKTO : entreprises et services à forte intensité de main-d’œuvre (chaînes de restaurants, portage salarial, enseignement privé, restauration rapide, activité du déchet, travail temporaire, propreté, …)[5]
- Constructys : construction au service des entreprises et salariés du bâtiment, du négoce des matériaux de construction, négoce de bois et des travaux publics[6]
- OCAPIAT : coopération agricole, agriculture, pêche, industrie agroalimentaire, territoires[7]
- Opco Atlas : assurances, banques, finances, bureaux d'études (ingénierie, numérique et événementiel)[8], qui possède 4 marques et sites dédiés à l'orientation : J'assure mon futur[9], Concepteurs d'Avenirs[10], Je Compte[11] et J'investis l'avenir
- Opco EP : entreprises de proximité (artisanat, professions libérales, …)[12]
- L'Opcommerce : entreprises du commerce (vente, négoce, commerce de détail, commerce de gros, import-export…)[13]
- OPCO Mobilités : automobile, ferroviaire, transport urbain, transports routiers de voyageurs et marchandises, logistique, services, transport maritime, fluvial, ports, tourisme…[14]
- OPCO Santé : secteur privé de la santé (médico-social, santé au travail, hospitalisation privée...)[15]
- OPCO 2i : industrie (plasturgie, métallurgie, pharmaceutique, pétrole, papiers-cartons, céramique, ameublement, textile, bijouterie…)[16]
- Uniformation : cohésion sociale (Protection sociale, centres socio-culturels, Familles Rurales, animation, aide à domicile, France Travail, Ateliers et chantiers d'insertion, régies de quartier, habitat social…)[17]